# Наслеђе (филм)
„Наслеђе” (словен. Dediščina) је југословенски и словеначки филм први пут приказан 5. новембра 1984. године. Режирао га је Матјаж Клопчич који је написао и сценарио.

## Улоге
| Глумац          | Улога                       |
| --------------- | --------------------------- |
| Полде Бибич     | Томаж Врхунц                |
| Милена Зупанчић | Малка, Томажева жена        |
| Бернарда Оман   | Мира,Томажева ћерка         |
| Миран Булич     | Митја, Томажев син          |
| Павле Равнохриб | Мирко, Томажев син          |
| Радко Полич     | Хрен                        |
| Антон Петје     | Свештеник (као Звоне Петје) |
| Бине Матох      | Наце                        |
| Јудита Зидар    | Олга                        |
| Олга Кацијан    | Неда, Миланова жена         |

Остале улоге ▼
| Глумац        | Улога             |
| ------------- | ----------------- |
| Тоне Гогала   | Миха Брус         |
| Борис Остан   | Франце Кович      |
| Ива Зупанчич  | Брусова мајка     |
| Матјаж Виснар | Милан, Брусов син |
| Иво Бан       | Виктор            |
| Рок Цветков   | Војник            |
| Мајда Потокар | Мила              |